# Zouk
El zouk original es un estilo de música rítmica rápida que se baila en el carnaval, originario de las Antillas francesas, especialmente en las islas de Guadalupe y Martinica. Tiene sus raíces en la kompa haitiana. Lanzado a los medios públicos en 1981, el zouk perdió pronto su popularidad a finales de esa misma década. Actualmente el zouk se entiende como equivalente al konpa dirék en las Antillas Francesas.

## Etimología
Según la edición de 1980 del diccionario Le Petit Robert la palabra Zouk se refiere a "música muy rítmica y danza originaria de las Antillas Menores (Guadalupe y Martinica) y además de la Guayana Francesa".
La palabra «zouk» también podría provenir de «mazouk» que designa la mazurca criolla, género muy apreciado años atrás.
Actualmente, la palabra criolla «zouke», proveniente del verbo francés «secouer» o mover con fuerza. Fue utilizada para designar este género por los músicos haitianos en la década de 1980.
Es un tipo de baile cuyo idioma es el criollo antillano francés y combina tradición de tambores afrocaribeña con el uso de sintetizadores en la actualidad. 
En los años 80 las letras de las canciones de zouk hacían alusión a la dominación cultural y política de Francia. En la actualidad las letras son de temas cotidianos, amor y desamor, etc.
Por otro lado, en África en países como Angola o Cabo Verde existía una danza tradicional conocida como ¨semba¨. Con la llegada del zouk se fusionaron y dio lugar a lo que actualmente conocemos como kizomba (aunque la semba y el zouk también se bailan por si solos).

## El grupo Kassav
El grupo Kassav es el creador de la música rápida de carnaval llamada zouk beton. La historia del grupo Kassav comienza en 1981, cuando Pierre-Édouard Décimus, músico en una orquesta de baile (Vickings de Guadalupe), desde los años 60 decide con Freddy Marshall, otro músico antillano, renovar y modernizar la música que siempre tocaron. Muy ligado a la música popular de Carnaval, Décimus procura adaptarla a las técnicas musicales modernas. Ambos hombres reclutan también a Jacob Desvarieux, guitarrista de estudio consagrado y Jorge Décimus (el hermano del primero), violoncelista, así como otros músicos de cabaret. El grupo se forma progresivamente. Esta primera formación del grupo entra en estudio en noviembre y al principio del año siguiente aparece el primer álbum de Kassav, titulado "Love And Ka Dance". La aparición de nuevos sonidos, sobre todo al nivel de bajos, teclados y cuernos da a esta música un aire de modernidad y sobre todo de fiesta, una música viva y bailable, en suma. Kassav comienza allí a escribir la historia del zouk. Pero el zouk de carnaval perdió su popularidad con prontitud.

## Descripción
Se danza en parejas exactamente como el konpa direk, el hombre toma a la mujer por la espalda de manera apretada, y la mujer enlaza un brazo en la zona del hombro junto al cuello masculino; la pareja queda así muy junta.
El Zouk (al igual que la Kizomba) se baila con movimientos suaves y sensuales. La pareja ha de estar en contacto y el chico conducir a la chica en los movimientos (o lo que es lo mismo el leader llevar y follower dejarse llevar). Es un tipo de baile que tiene golpe, cortes y pausas que hay que aprender a manejar. 
Actualmente hay una variación del zouk llamada zouk lambada que se desarrolló en Brasil. Como su nombre indica de este baile combina movimientos de la lambada brasileña con el zouk antillano y se le conoce popularmente como la lambada francesa.